# Claudio Charquero
Claudio Adrián Charquero Camacho (Montevideo, 22 luglio 1977) è un ex cestista uruguaiano.

## Carriera
Con l'Uruguay ha disputato due edizioni dei Campionati americani (2005, 2007).